# Karolina Piotrkiewicz
Karolina Piotrkiewicz (ur. 29 sierpnia 1984 w Gdańsku) – polska koszykarka, występująca na pozycjach silnej skrzydłowej lub środkowej.
Absolwentka Liberty University w Wirginii w USA. Córka Tomasza i Wiesławy Piotrkiewicz, byłej koszykarki, reprezentantki Polski.

## Przebieg kariery
- 1990–1999 –  Avenir Sportif d'Orly. W 1990 wyjechała wraz z rodziną na stałe do Francji, gdzie rozpoczęła się jej przygoda z koszykówką. Przez 9 lat reprezentowała barwy Avenir Sportif Orly, klubu na południu Paryża
- 1999–2002 –  COB Calais. W 1999 przeniosła się na północ Francji do COB Calais. Przez trzy sezony występowała w drużynie "cadettes France" (mistrzostwa Francji juniorek starszych, w drużynie "espoir Ligue Féminine de BasketBall" (ekstraklasa młodzieżowa). W sezonach 2000/2001 i 2001/2002 była zawodniczką pierwszej drużyny COB Calais. W sezonie 2000/2001 uczestniczyła wraz z COB-em w rozgrywkach o Puchar im. Liliany Ronchetti
- 2002–2003 –  Xavier University NCAA. W 2002 wyjechała do Stanów Zjednoczonych do Uniwersytetu Xavier. Niestety kontuzja przekreśliła szanse na zamierzony start w rozgrywkach NCAA
- 2003–2007 –  Liberty University NCAA. W 2003 przeniosła się do Liberty University w Wirginii. Sezon 2003/2004 był sezonem bez możliwości gry w meczach mistrzostw Konferencji Bigh South, gdyż obowiązywała karencja za zmianę Uniwersytetu. W sezonie 2004/2005[1] zadebiutowała w drużynie Liberty i wraz z drużyną zdobyła Mistrzostwo Konferencji Bigh South. W sezonie 2005/2006[2] z zespołem zdobyła kolejny tytuł Mistrza Konferencji Big South. w 2006 była najlepszą zbierająca w całej Konferencji Big South NCAA
- 2007–2008 –  Dexia Namur. Po ukończeniu studiów podpisała pierwszy kontrakt zawodowy z włoską drużyną La Spezia, by następnie rozwiązać umowę i grać dla klubu Dexia Namur, który od wielu lat reprezentuje Belgię w Eurolidze kobiet
- 2008–2009 –  Gea Magazzini Alcamo. W 2008 przeniosła się do Włoch na Sycylię do Gea Magazzini Alcamo, jednak kontuzja nie pozwoliła na dokończenie sezonu
- 2009–2010 –  UHB Saint Amand. W 2009 podpisała kontrakt z Hainaut Basket we Francji.
- 2010–2011 –  A.S. Virtus La Spezia. Powróciła do ligi włoskiej do drużyny A.S. Virtus La Spezia Serie A2.
- 2011–2012 –  B.C. Bolzano
- 2012–  Sea Logistic Valmadrera

## Reprezentacja narodowa
Reprezentacja młodzieżowa
- 2004 – szóste miejsce w Młodzieżowych Mistrzostwach Europy do lat 20 we Francji

Reprezentacja akademicka
- 2007 –  brązowa medalistka na Uniwersjadzie w Bangkoku

## Osiągnięcia zespołowe
Kluby
- 2001 – uczestnictwo w rozgrywkach o Puchar im. Liliany Ronchetti z drużyną COB Calais
- 2008:
  - uczestnictwo w rozgrywkach o Puchar Euroligi z drużyną Dexia Namur.
  -  wicemistrzostwo Belgii z drużyną Dexia Namur
  -  Puchar Belgii.
- 2010 – wicemistrzostwo Francji NF1 i awans do LFB.

Ncaa
- 2004 –  Mistrzostwo Konferencji BIG SOUTH NCAA
- 2005 –  Mistrzostwo Konferencji BIG SOUTH NCAA.